# Nycticebus kayan
Nycticebus kayan (лат.) — вид приматов из рода толстых лори, эндемичный для острова Калимантан. Впервые выделен как отдельный вид в 2013 году, с 2006 года рассматривался как разновидность калимантанских лори.

## Классификация
В последнем десятилетии XX века и первом десятилетии XXI века вид медленный лори (относящийся к роду толстых лори) на основании генетического и морфологического анализа был разделён на четыре отдельных вида. Одним из этих видов стал калимантанский лори, встречающийся на крупном острове Калимантан (Борнео) Малайского архипелага, нескольких небольших филиппинских островах к северо-востоку от него и нескольких островках юго-западней Калимантана. Для этого вида были выделены четыре подвида: N. m. bancanus, N. m. borneanus, N. m.menagensis и N. m. philippinus. Это разделение базировалось на различиях в характеристиках меха и размерах тела, масса которого для взрослых особей варьировалась от 265 до 610 г (поступали также сообщения об особях весом до 800 г). В силу редкости медленных лори нет информации о пересечении ареалов этих подвидов.
В публикации 2013 года американские зоологи Мундс и Форд и их коллега из Бруксовского университета (Великобритания) Анна Некарис выделили из вида калимантанский лори новый вид — Nycticebus kayan. Этот вывод был сделан на основании анализа различий в окраске меха на голове и морде экземпляров, ранее относимых к калимантанским лори. Окраска меха на голове и морде толстых лори традиционно используется зоологами для разграничения между видами, так как дихроматическое зрение толстых лори — ночных млекопитающих — требует максимально контрастной окраски для определения представителей своего вида. Видовое название N. kayan было дано в честь реки Каян, протекающей через ареал нового вида в районе деревни Пелебен. Мундс, Некарис и Форд выделяют на основании анализа окраски также виды N. bancanus в юго-западной части Калимантана и на острове Банка и N. borneanus в округе Санггау (провинция Западный Калимантан). Исследователи не выделяют Nycticebus menagensis philippinus в отдельный вид.

## Внешний вид и ареал
Вид N. kayan описан по голотипу AMNH 106012 из Американского музея естественной истории (самец, отловлен 8 октября 1935 года В. фон Плессеном, длина тела с головой 257,3 мм) и аллотипу AMNH 106013 (самка, отловлена в тот же день тем же исследователем, длина тела с головой 269,5 мм). Средняя длина тела для десяти рассмотренных особей 273,4 мм, средняя масса тела для двух взвешенных экземпляров 410,5 г.
Для N. kayan характерна контрастно чёрная лицевая маска. В отличие от неё границы тёмной полосы на макушке чаще размыты. N. kayan отличает от всех остальных лори Калимантана тот факт, что тёмные полосы, образующие «очки» вокруг глаз, уходят далеко вниз, у многих особей достигая линии челюстей. Верхняя кромка полос над глазами закруглённая или заострённая (у других лори Калимантана наблюдается либо чётко выраженное закругление, либо постепенное растворение в более светлом мехе, заострённых кромок не наблюдается). Светлая полоса между глазами у примерно половины экземпляров, относимых к новому виду, имеет луковицеподобную форму, что также не характерно для других лори Калимантана. Полоса светлого меха перед ушной раковиной у N. kayan в основном средней ширины, тогда как у N. bancanus она всегда узкая, а у двух других выделяемых калимантанских видов чаще всего широкая. От N. menagensis, с которым N. kayan частично делит регион обитания, его отличает, во-первых, резкий контраст между белыми и чёрными участками меха, в то время как у N. menagensis цвета более бледные и размытые, а во-вторых, покрытые мехом уши (как у более юго-западных видов; у N. menagensis же уши, как правило, голые). В целом мех N. kayan более длинный и пушистый, чем у N. menagensis. Размеры тела у этих двух видов существенно не различаются.
Типовые экземпляры N. kayan были добыты в районе деревни Пелебен (ныне индонезийская провинция Восточный Калимантан), расположенной примерно на высоте 130 м выше уровня моря, координаты 2°47’ южной широты и 116°35’ восточной долготы. В целом новый вид встречается в центральной и восточной частях Калимантана (малайзийские штаты Саравак и Сабах и провинция Восточный Калимантан). Южная граница ареала проходит по рекам Махакам в провинции восточный Калимантан и Раджанг в штате Саравак, а на севере он достигает южных отрогов горы Кинабалу в Сабахе. Пересекаясь с ареалом N. menagensis в Восточном Калимантане и Сабахе, он, однако, не доходит до прибрежных регионов ни на востоке, ни на западе острова.